# Dom Notre-Dame w La Pacaudière
Dom Notre-Dame w La Pacaudière (fr. Maison Notre-Dame à La Pacaudière) – wzniesiony w XV wieku. Od 5 kwietnia 1930 roku posiada status monument historique, w kategorii classé (zabytek o znaczeniu krajowym).

## Lokalizacja
Kamienica zlokalizowana jest przy 22 Route de Paris w miejscowości La Pacaudière, w departamencie Loara, w regionie Owernia-Rodan-Alpy.

## Historia
Budynek został wzniesiony w XV wieku. W XVI wieku przebudowany.

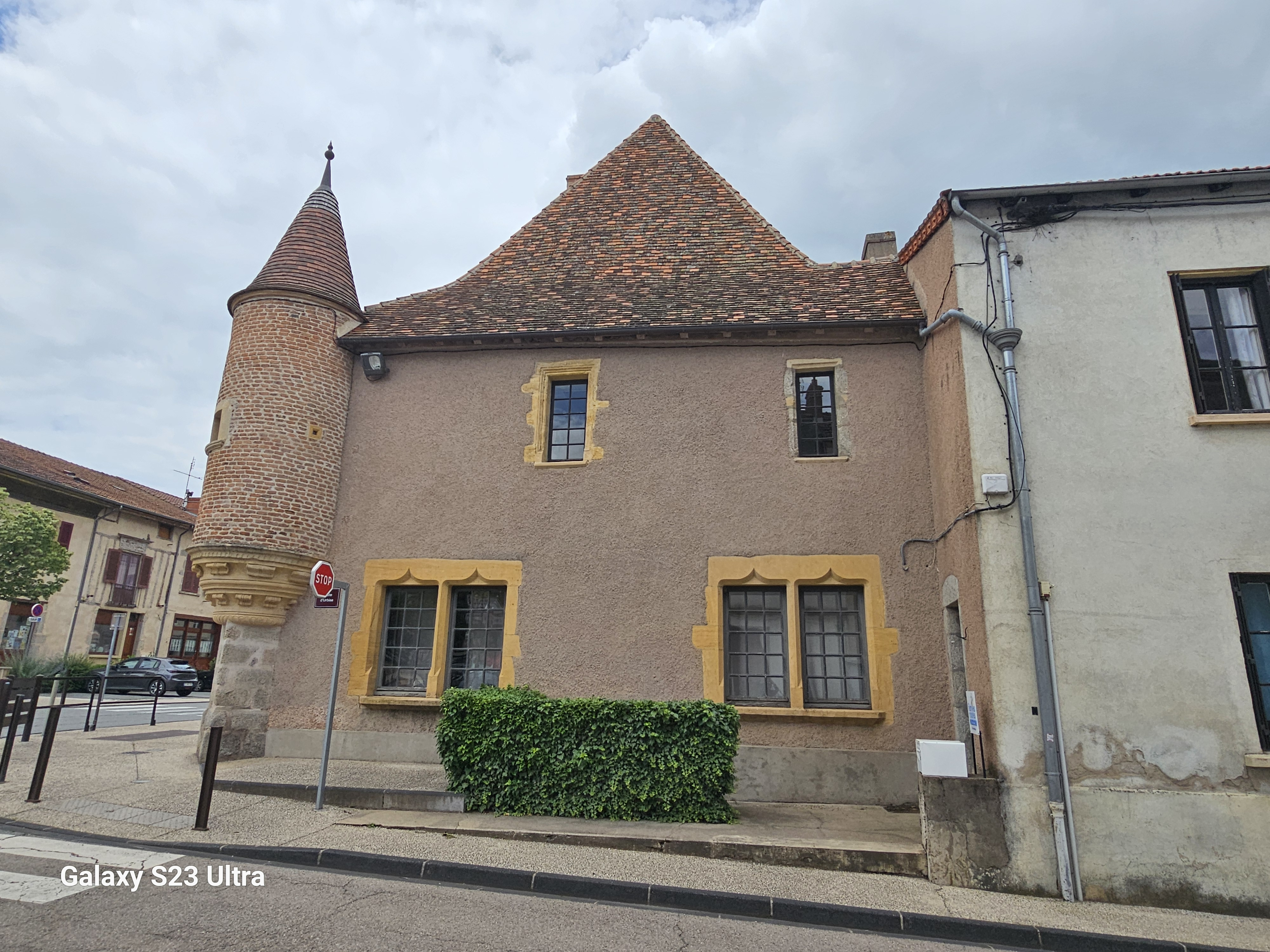
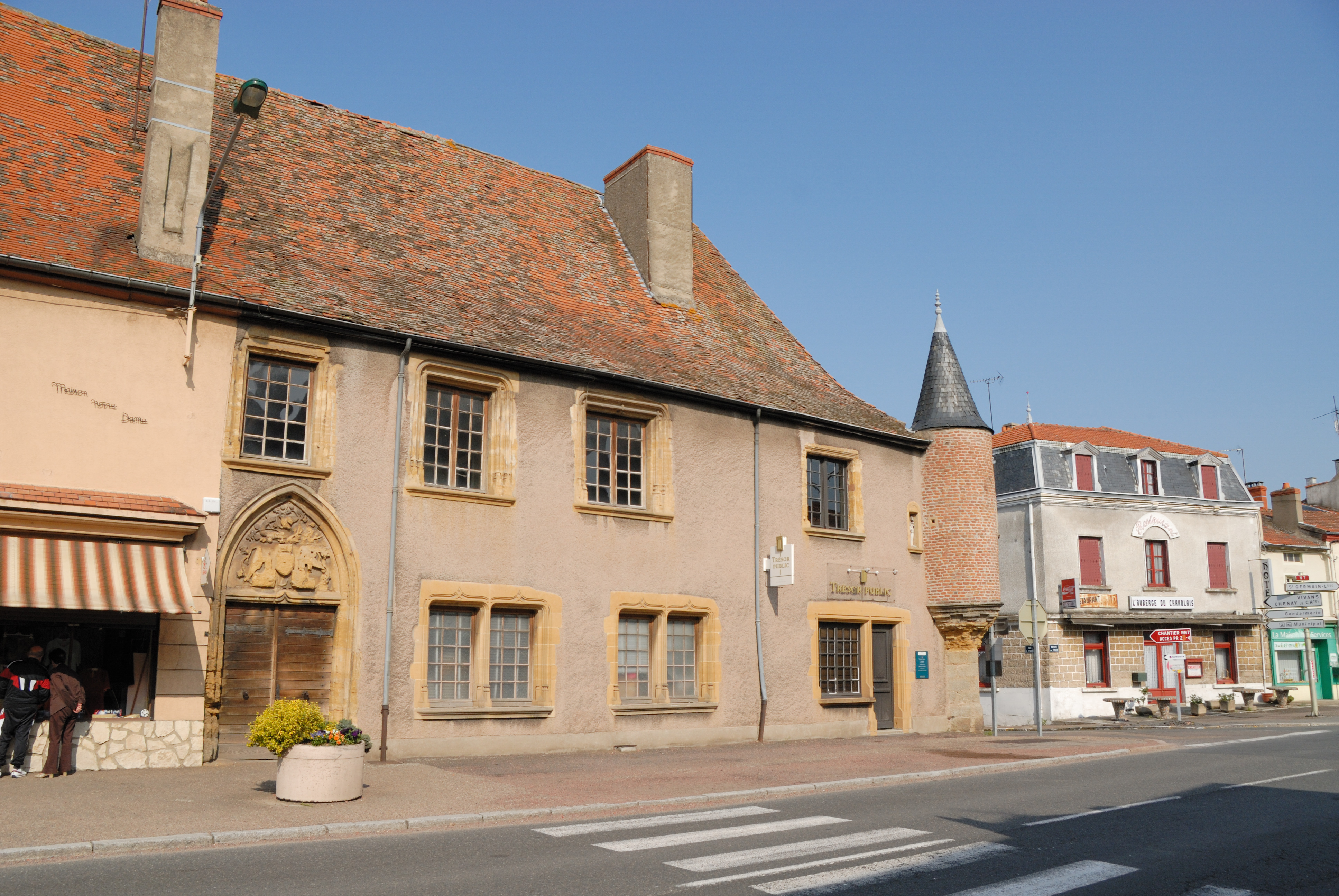
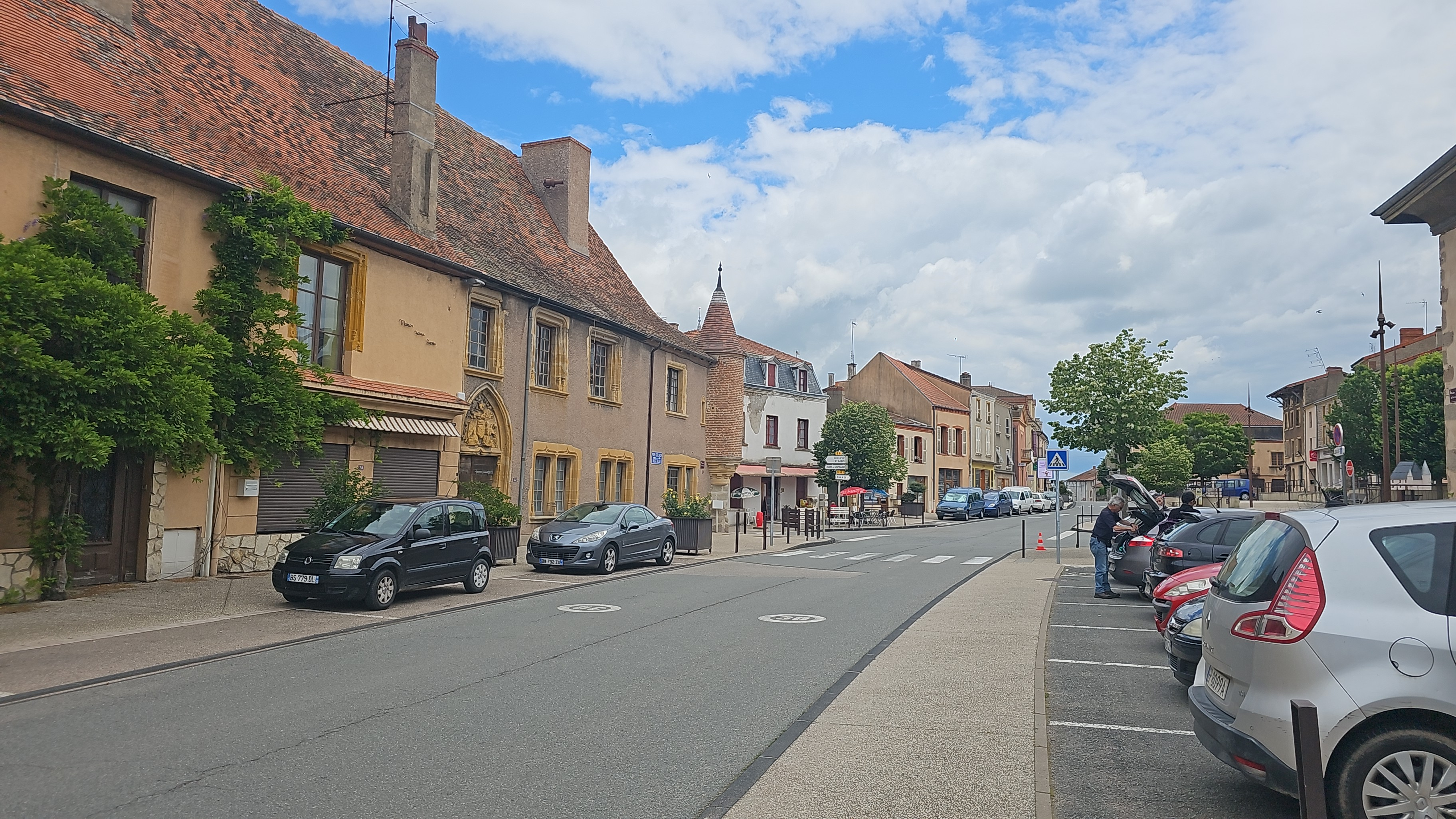
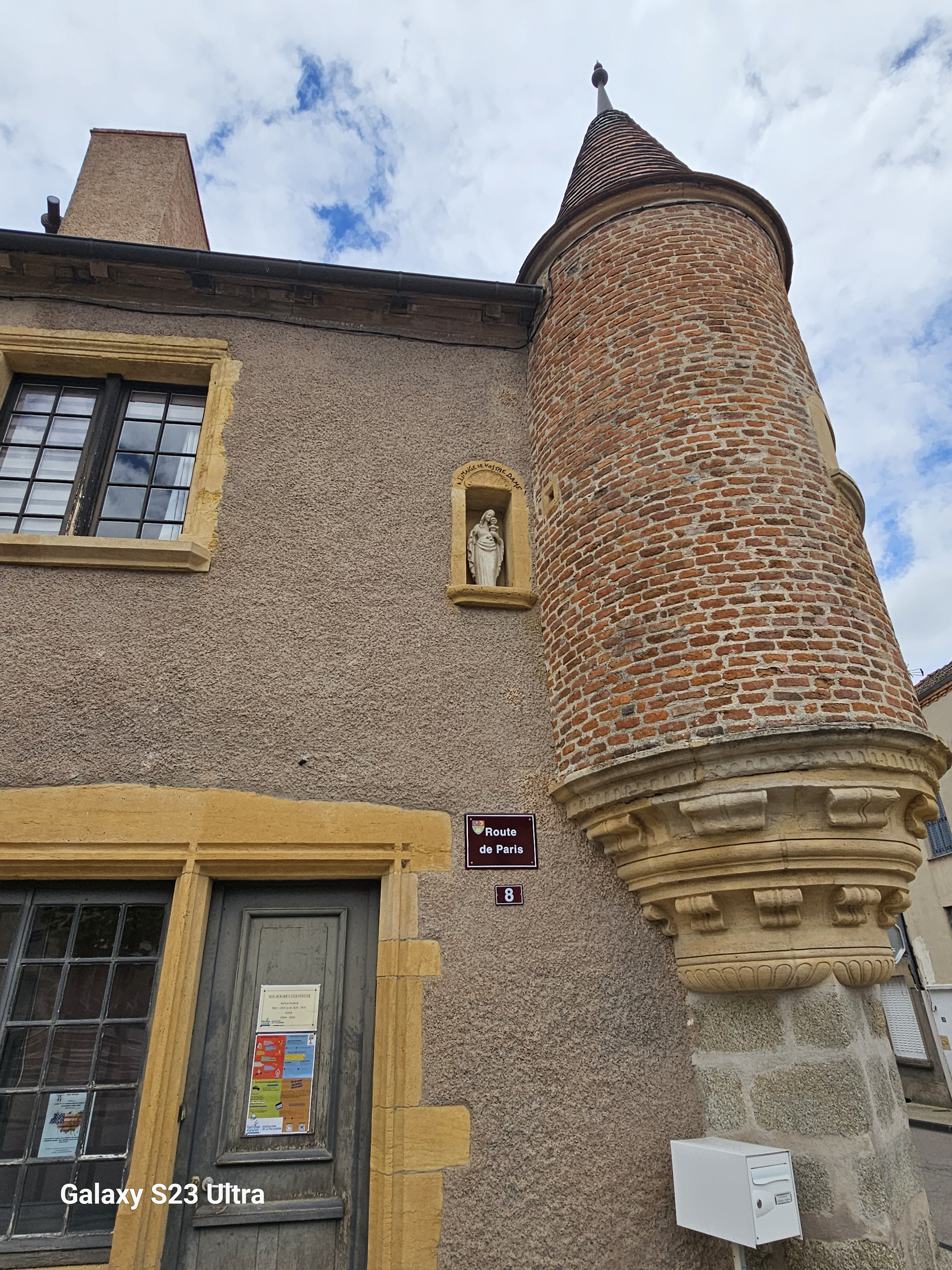
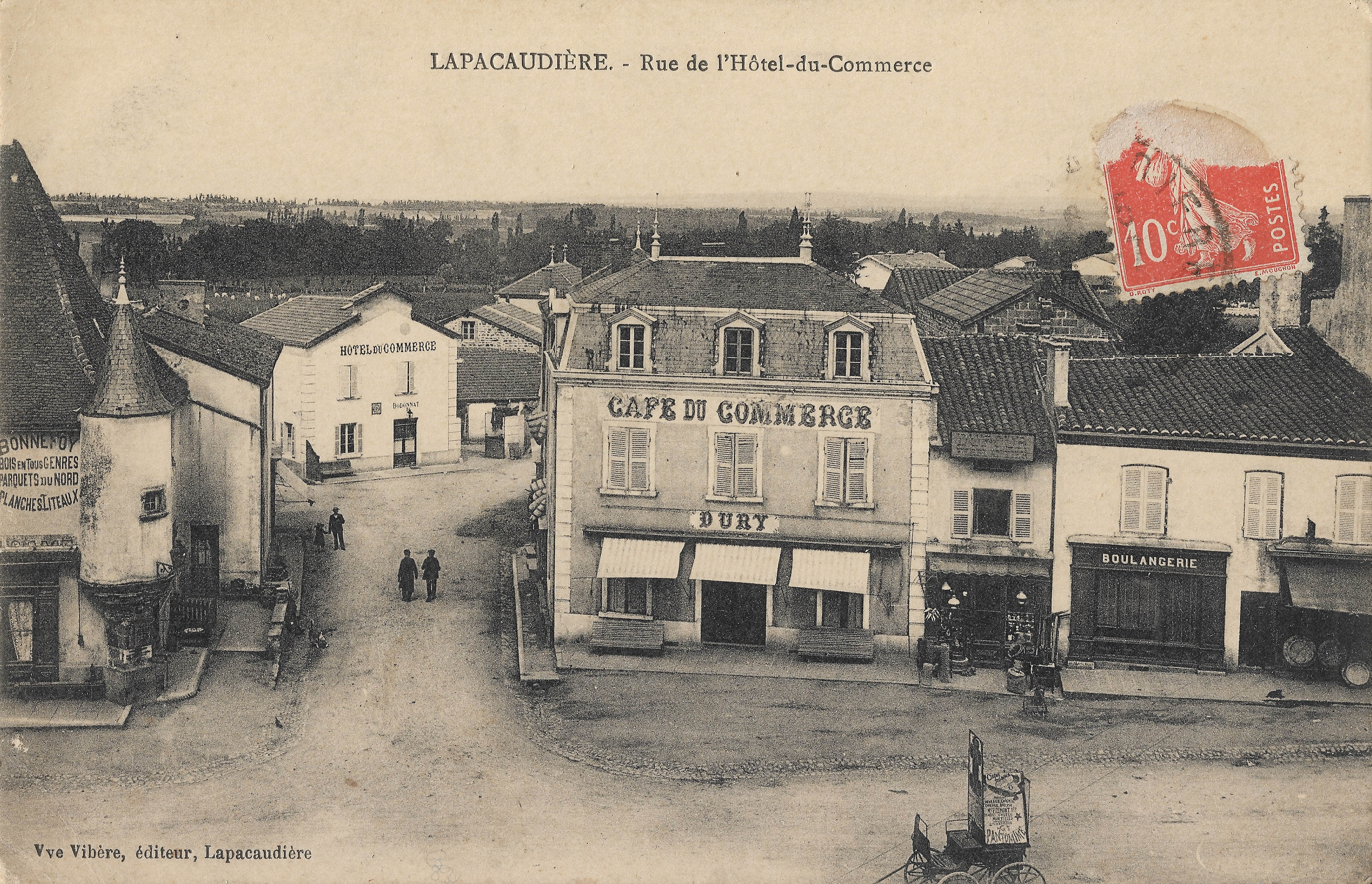